# 金城出版社
金城出版社位于北京市朝阳区广泽路2号院，是全民所有制企业，主管部门为国家保密局。

## 简介
金城出版社成立于1989年6月，原是中央保密委员会办公室、国家保密局主管主办的中央级出版社和全国保密系统唯一的专业出版社。
2009年，按照中央关于出版社体制改革的部署，金城出版社启动转企改制工作，与西苑出版社重组，西苑出版社并入金城出版社。2010年共有6家中央部委出版社率先完成改制，其中2家便是金城出版社和西苑出版社。2013年，金城出版社码洋突破1.6亿元；《保密工作》杂志发行量从改制前的26万份增至50多万份；利润增长8倍以上。2014年5月，全社迁入投资1亿多元、近5000平方米的新办公楼。
改制后金城出版社的经营范围包括出版关于保密工作的法令、法规、文件汇编，有关保密工作的著作、译著，与保密工作有关的社会科学类图书；出版《保密工作》杂志；本版图书零售、总发行；保密技术开发、计算机软件开发、法律、经济信息咨询；计算机软件、文化用品、办公自动化设备的销售，设计和制作印刷品广告，利用自有《保密工作》杂志发布广告；自有房屋租赁。
西苑出版社成立于1993年9月，原是中共中央办公厅主管的中央级出版社。2010年并入金城出版社并改制。2017年1月，金城出版社与湖北省长江传媒签署合作协议，以1比1的比例开展股权合作，重组西苑出版社有限公司。

## 历任领导
| 社长 …… - 王俊明（？—2006年） - 王吉胜（2006年—） | 总编辑 …… - 王吉胜（2004年—2006年） |